# Florentin Petre
Florentin Petre (Bucarest, Rumanía, 15 de enero de 1976) es un futbolista rumano. Juega de centrocampista y su equipo actual es el FC Terek Grozny.

## Biografía
Petre empezó su carrera futbolística en las categorías inferiores del Dinamo Bucarest, hasta que el 15 de octubre de 1994 debuta con la primera plantilla del club en la Liga I en un partido contra el U Cluj, en el que Petre marcó uno de los cinco goles de su equipo. En su primera temporada no disfruta de muchas oportunidades y juega solamente 7 partidos de liga, así que se marcha cedido al año siguiente al UT Arad.
En 1996 regresa y se convierte un fijo en el once titular. En las 10 temporadas que permanece en el club gana varios títulos: dos Ligas, cuatro Copas y una Supercopa de Rumania. En 2000 contrajo la hepatitis C, lo que le impidió disputar gran parte de esa temporada (solo jugó cuatro encuentros) y de la siguiente.
En 2006 prueba suerte en Bulgaria con el CSKA de Sofia. En la temporada 07-08 se proclama campeón de Liga con su club, consiguiendo también la Supercopa de Bulgaria.
En 2008 ficha por su actual club, el FC Terek Grozny.

### Selección nacional
Ha sido internacional con la Selección de fútbol de Rumania en 51 ocasiones. Su debut como internacional se produjo el 19 de agosto de 1998 en un partido contra Noruega.
Fue convocado para participar en la Eurocopa de Austria y Suiza de 2008, donde jugó los tres partidos que su selección disputó en el torneo, dos de ellos saliendo como titular.

## Clubes
| Club            | País     | Año       |
| --------------- | -------- | --------- |
| Dinamo Bucarest | Rumania  | 1994-1995 |
| UT Arad         | Rumania  | 1995-1996 |
| Dinamo Bucarest | Rumania  | 1996-2006 |
| PFC CSKA Sofia  | Bulgaria | 2006-2008 |
| FC Terek Grozny | Rusia    | 2008-     |

## Títulos
- 2 Ligas de Rumania (Dinamo de Bucarest, 2004 y 2006)
- 4 Copas de Rumania (Dinamo de Bucarest; 2001, 2003, 2004 y 2005)
- 1 Supercopa de Rumania (Dinamo de Bucarest, 2005)
- 1 Liga de Bulgaria (CSKA de Sofia, 2008)
- 1 Supercopa de Bulgaria (CSKA de Sofia, 2008)